# Đoàn Viết Hoạt
Đoàn Viết Hoạt (24 tháng 12 năm 1942 – 14 tháng 5 năm 2025) tại làng Mai Lĩnh, huyện Thanh Oai, tỉnh Hà Đông (nay là thôn Mai Lĩnh, phường Đồng Mai, quận Hà Đông, thành phố Hà Nội) là một nhà báo người Việt Nam, học hàm Giáo sư, nguyên phụ tá Viện trưởng Viện Đại học Vạn Hạnh của Việt Nam Cộng hòa. Ông đã được trao Giải Tự do Báo chí Quốc tế năm 1993, Giải Nhân quyền Robert F. Kennedy năm 1995 và Giải Bút vàng Tự do năm 1998 vì những thành tích phấn đấu, đóng góp trong việc bênh vực quyền tự do báo chí và các quyền tự do dân chủ, nhân quyền ở Việt Nam. Đoàn Viết Hoạt còn là thành viên danh dự của PEN Club Mỹ, Canada, áo, Thụy Sĩ, Pháp và Ba Lan. Ông được nhiều tổ chức hải ngoại coi là nhà hoạt động dân chủ và bị chính quyền trong nước chỉ trích, cho rằng ông là Việt gian và phản động.

## Sự nghiệp

### Thời kỳ Việt Nam Cộng hòa
Năm 1954, Đoàn Viết Hoạt theo gia đình di cư vào miền Nam Việt Nam. Năm 1961, sau khi tốt nghiệp tú tài, ông theo học tại Trường Đại học Sư phạm Sài Gòn. Năm 1965, ông tốt nghiệp đại học và tham gia giảng dạy Anh ngữ ở một số trường phổ thông trung học, như Nguyễn Đình Chiểu, Mỹ Tho và Chu Văn An tại Sài Gòn. Năm 1966, Năm 1966, ông được học bổng của Asia Foundation đi du học tại Mỹ từ 1967-1971, lấy bằng tiến sĩ Quản trị học đường (College administration) tại Đại học Florida. Về nước, ông giảng dạy tại Viện Đại học Vạn Hạnh và giữ chức Phó Viện trưởng cho đến năm 1975.

### Thời kỳ Cộng hòa Xã hội Chủ nghĩa Việt Nam
Sau khi Sài Gòn thất thủ, Viện Đại học Vạn Hạnh bị giải thể. Đoàn Viết Hoạt không có điều kiện tham gia vào công tác giảng dạy, ông chuyển sang hoạt động chính trị. Ông gia nhập vào các tổ chức, nhóm phản đối chính quyền mới.
Ngày 29 tháng 7 năm 1976, ông bị bắt giam với cáo trạng "Tuyên truyền tư tưởng phản động chống phá Nhà nước Cộng hòa Xã hội Chủ nghĩa Việt Nam", bị buộc tội là có quan hệ mật thiết với Mỹ và bị tòa án tuyên phạt 12 năm tù giam. Ngày 9 tháng 2 năm 1988, ông được trả tự do sau khi chấp hành xong án phạt tù. Sau khi ra tù, Đoàn Viết Hoạt tiếp tục tham gia tổ chức Diễn đàn tự do - một tổ chức người Việt hải ngoại ở Mỹ do Hồ Văn Đồng đứng đầu. Ông là sáng lập viên của tạp chí Diễn đàn Tự do - một ấn phẩm bất hợp pháp, với nội dung đòi hỏi chính quyền thay đổi chấp thuận một hệ thống đa đảng.
Ngày 17 tháng 11 năm 1990, ông bị chính quyền bắt giữ do bài phê bình của ông đăng trên Diễn đàn Tự Do. Ngày 31 tháng 3 năm 1993 Tòa sơ thẩm tuyên phạt ông 20 năm tù giam. Tại phiên tòa phúc thẩm sau đó, ông đã được tòa giảm án xuống còn 15 năm tù giam. Trong thời gian Đoàn Viết Hoạt thụ án, vợ ông, bà Trần Thị Thức, thực hiện vận động tìm kiếm sự ủng hộ của thế giới.
Ngày 29 tháng 8 năm 1998, sau 8 năm thi hành án phạt tù, ông đệ đơn lên Chính phủ Việt Nam xin đặc xá tha tù trước thời hạn để xuất cảnh đi Mỹ đoàn tụ gia đình, và tự nguyện cam kết từ bỏ mọi hoạt động chống phá Nhà nước Việt Nam. Đơn này được Chính phủ Việt Nam chấp nhận. Sự kiện này được coi là kết quả can thiệp của nhiều tổ chức quốc tế, trong đó PEN Club Poland. Ngày 01 tháng 9 năm 1998, ông xuất cảnh đi Mỹ và cư trú tại thủ đô Washington DC.

### Các hoạt động tại Mỹ
Sau khi đến Mỹ, nhận lời mời của một số tổ chức, Đoàn Viết Hoạt đi nhiều nơi tham gia nhiều buổi diễn thuyết kêu gọi người Việt tại Hoa Kỳ tiếp tục đấu tranh. Đoàn Viết Hoạt cùng với Trần Thanh Hiệp, Lý Tòng Bá, Ngô Vương Toại, Đỗ Mạnh Tri, Vũ Thiện Hân, Nguyễn Chí Thiện sáng lập ra Diễn đàn dân chủ và Nhóm Dân chủ Việt Nam do Phạm Hoàng đứng đầu để tiếp tục kêu gọi đấu tranh thúc đẩy quá trình dân chủ ở Việt Nam. Ông cùng với các cộng sự đã đề ra Lộ trình dân chủ toàn diện, qua đó thực thi các biện pháp tập hợp lực lượng, liên kết với những nhân vật bất đồng chính kiến ở Việt Nam, thực hiện phương châm "chuyển lửa về quê nhà" thực hành đấu tranh bất bạo động lật đổ chế độ chính trị tại Việt Nam.
Ngày 01 tháng 5 năm 2002, Đoàn Viết Hoạt cùng với Phạm Hoàng đã liên kết với các tổ chức Phục hưng Việt Nam, Liên minh các lực lượng dân tộc Việt Nam tổ chức một cuộc Hội thảo con đường dân chủ, qua đó thống nhất phương thức hoạt động đấu tranh tại Việt Nam. Ngoài ra, ông còn liên kết với Đỗ Hoàng Điềm, Đỗ Thành Công và Nguyễn Ngọc Sáng đề ra phương thức đẩy mạnh các hoạt động chống nhà nước cộng sản Việt Nam tại Mỹ. Ngày 10 tháng 7 năm 2004, tại thành phố Dallas, bang Texas, ông hội đàm với Nguyễn Gia Kiểng, Vũ Thư Hiên, Mai Viết Triết và Nguyễn Hữu Chánh cùng tổ chức Hội nghị Thống nhất các tổ chức người Việt tại Mỹ để thành lập Chính phủ lâm thời, nhằm tập trung cho công cuộc đấu tranh ở Việt Nam. Tuy nhiên không đạt kết quả khả quan.
Đoàn Viết Hoạt cùng với Vũ Quốc Dụng, Nguyễn Ngọc Bích lập ra Mạng lưới dân chủ để thống nhất kế hoạch đấu tranh tại Việt Nam theo phương thức đấu tranh "bất bạo động". Năm 2004, Mạng lưới dân chủ đã tổ chức buổi họp mặt dân chủ 2004 tại Mỹ để đẩy mạnh lộ trình dân tộc và dân chủ và xúc tiến kế hoạch vận động cho dân chủ Việt Nam; lập kế hoạch vận động trong nước, đề ra hướng phát triển lực lượng vào trí thức, thanh niên trong nước, nhằm tạo dựng những ngọn cờ đấu tranh. Mạng lưới dân chủ đã tổ chức tuần tưởng niệm tháng Tư đen, ngày quốc hận 30 tháng 4 với các hoạt động biểu tình tuần hành trước Sứ quán Việt Nam tại Mỹ, cùng thời điểm với các hoạt động kỷ niệm ngày lễ lớn tại Việt Nam.
Đoàn Viết Hoạt chủ trương liên hệ và tài trợ tiền cho những nhân vật bất đồng chính kiến trong nước như Nguyễn Văn Đài, Lê Thị Công Nhân để hình thành "ngọn cờ" trong học sinh, sinh viên, giới luật sư trong nước; qua đó hình thành và phát triển các tổ chức đối lập. Từ đầu năm 2008 đến nay, Đoàn Viết Hoạt liên hệ với một số tổ chức quốc tế theo phương châm đấu tranh bất bạo động để liên kết và có nguồn tài chính hỗ trợ.

## Nhận định
Với quá trình hoạt động lâu dài tại Việt Nam và ở Mỹ, Đoàn Viết Hoạt được nhiều tổ chức của người Việt Nam tại Mỹ đánh giá cao, coi ông là một nhà dân chủ ở hải ngoại. Chính quyền Việt Nam chỉ trích Đoàn Viết Hoạt, cho rằng ông là Việt gian, phản động đang lợi dụng chiêu bài "chống Cộng" để bợ đỡ các thế lực bên ngoài để kiếm tiền. Theo báo Công an Nhân dân, ngày 30 tháng 4 năm 2008, trên tờ Đông Dương thời báo tại Mỹ có bài viết cho rằng chuyên lợi dụng chiêu bài "chống Cộng" để kiếm tiền của ông đã phá vỡ cuộc sống bình yên của cộng đồng người Việt tại Mỹ.